# Agua Salada, Veracruz
Agua Salada är en ort i Mexiko.   Den ligger i kommunen Tancoco och delstaten Veracruz, i den sydöstra delen av landet, 250 km nordost om huvudstaden Mexico City. Agua Salada ligger 191 meter över havet och antalet invånare är 224.
Terrängen runt Agua Salada är kuperad västerut, men österut är den platt. Terrängen runt Agua Salada sluttar österut. Runt Agua Salada är det glesbefolkat, med 20 invånare per kvadratkilometer. Närmaste större samhälle är Naranjos, 13,7 km nordost om Agua Salada. Omgivningarna runt Agua Salada är en mosaik av jordbruksmark och naturlig växtlighet.